# Osada Vida
Osada Vida – polska grupa grająca rock, progresywny rock, działająca od 1997.
Na początku zespół nagrał trzy wydawnictwa demo. Trzecie demo zaintrygowało Piotra Grudzińskiego, gitarzystę Riverside, co zaowocowało zaproszeniem przez Riverside Osady Vida do wspólnych występów podczas Progressive Tour II, w 2004.
Na swoim koncie Osada Vida ma 3 wydawnictwa demo i 6 płyt: „Three Seats Behind A Triangle” (2006-2007), „The Body Parts Party” (2008), „Uninvited Dreams” (2009), „Particles” (2013) „The After-Effect” 2014 oraz wydany w 2018 roku album „Variomatic”.
Ponadto, w 2012 zostało wydane oficjalne DVD pt. „Where The Devils Live”, które było rejestrowane w 2011, w Teatrze Śląskim, w Katowicach.

## Kariera zagraniczna
Zespół koncertuje również poza granicami Polski, o czym świadczą występy na amerykańskim Festiwalu Rites of Spring Festival (RosFest) w 2011 roku oraz na ProgStage w Izraelu w 2012 roku. To właśnie w Izraelu Osada Vida była jedną z pięciu gwiazd występując obok Pain Of Salvation, Orphaned Land, Andromeda oraz Salvation. Osada Vida wystąpiła również jako jedna z gwiazd Metal Hammer Festival 2015 w katowickim Spodku, dzieląc scenę z takimi zespołami jak Dream Theater, Evergrey czy Tides From Nebula.
Przez 20 lat swojego istnienia grupa zagrała wiele koncertów – własnych i z innymi artystami, wśród, których byli m.in. Riverside, Fish, Moon Safari, Believe, Quidam, Phideaux i wiele innych.
Kolejnym sukcesem Osady było wybranie ich ostatniej płyty jako „płyty miesiąca” przez magazyn Metal Hammer. „Particles” zbiera ogrom pozytywnych opinii zarówno od dziennikarzy, jak i fanów, których z dnia na dzień jest coraz więcej}. Metal Hammer napisał o „Particles”: „Każda z dziesięciu kompozycji na ‘Particles’ błyszczy, każda ma swoją specyficzną charyzmę, każda w pełni satysfakcjonuje.Błyszczy też produkcja, najlepszej światowej jakości, surowa, ale i krystalicznie czysta, oszlifowana z największą precyzją…”.

## Dyskografia[2]

### Albumy studyjne
- „Three Seats Behind A Triangle” (2006/2007)
- „The Body Parts Party” (2008)
- „Uninvited Dreams” (2009)
- „Particles” (2013)
- „The After-Effect” (2014)[3]
- „Variomatic” (2018)

### Albumy koncertowe
- DVD „Where The Devils Live” (zapis koncertu w Teatrze Śląskim w Katowicach w listopadzie 2011 roku)

## Recenzje
1. Laboratoriummuzycznychfuzji.com (9,5/10) – Prostota kłania się progresji, a progresja zgniata swoją formą banalność. Zatacza się błędne koło, które słuchaczowi daje jednak magiczną frajdę ze słuchania[3].
2. Artrock.pl (8/8) – Particles to absolutnie najlepsze dzieło Osady. Progrockowi intelektualiści stali się rockowymi luzakami. I bardzo dobrze[4].
3. Rockarea.eu (9/10) – Bez wątpienia to jeden z mocniejszych kandydatów do czołówki tegorocznych podsumowań. Muzycy otwarli nowy rozdział w swojej historii i pierwsza jej karta została zapisana złotymi zgłoskami![5]
4. Progrock.org.pl (5/5) – Z jednej strony mamy masę pozytywnych melodii, a z drugiej to klasyczne brzmienie zespołu dalej przeplata się w numerach, tworząc przez to niezwykle zaskakującą i subtelną mieszankę. (...) Sztuka żonglowania muzycznymi konwencjami jest bardzo trudna do opanowania, a chłopakom z Osady Vidy wyszło to zawodowo (...)[6]
5. Rockmagazyn.pl (5/5) – Kończy się dopiero pierwszy kwartał roku, ale fani polskiego progrocka już zdążyli zostać szczodrze obdarowani. Jakość i klasę „Particles” do końca grudnia bardzo trudno będzie pobić, i to nie tylko w kraju[7].
6. Poranny.pl – Osada Vida brzmi zaskakująco, gra przejrzyście i właściwie tworzy muzykę całkowicie uniwersalną. Tylko od determinacji Metal Mind Productions zależy, dokąd zaprowadzą śląski zespół ich autorskie kompozycje. Muzycy dali z siebie 100 procent[8].